# Église Santa María de Melque
L'église Santa María de Melque se trouve dans la commune de San Martín de Montalbán (Espagne), à 30 km au sud de Tolède, entre les rios Ripa et Torcón, affluents de la rive gauche du Tage.

## Présentation

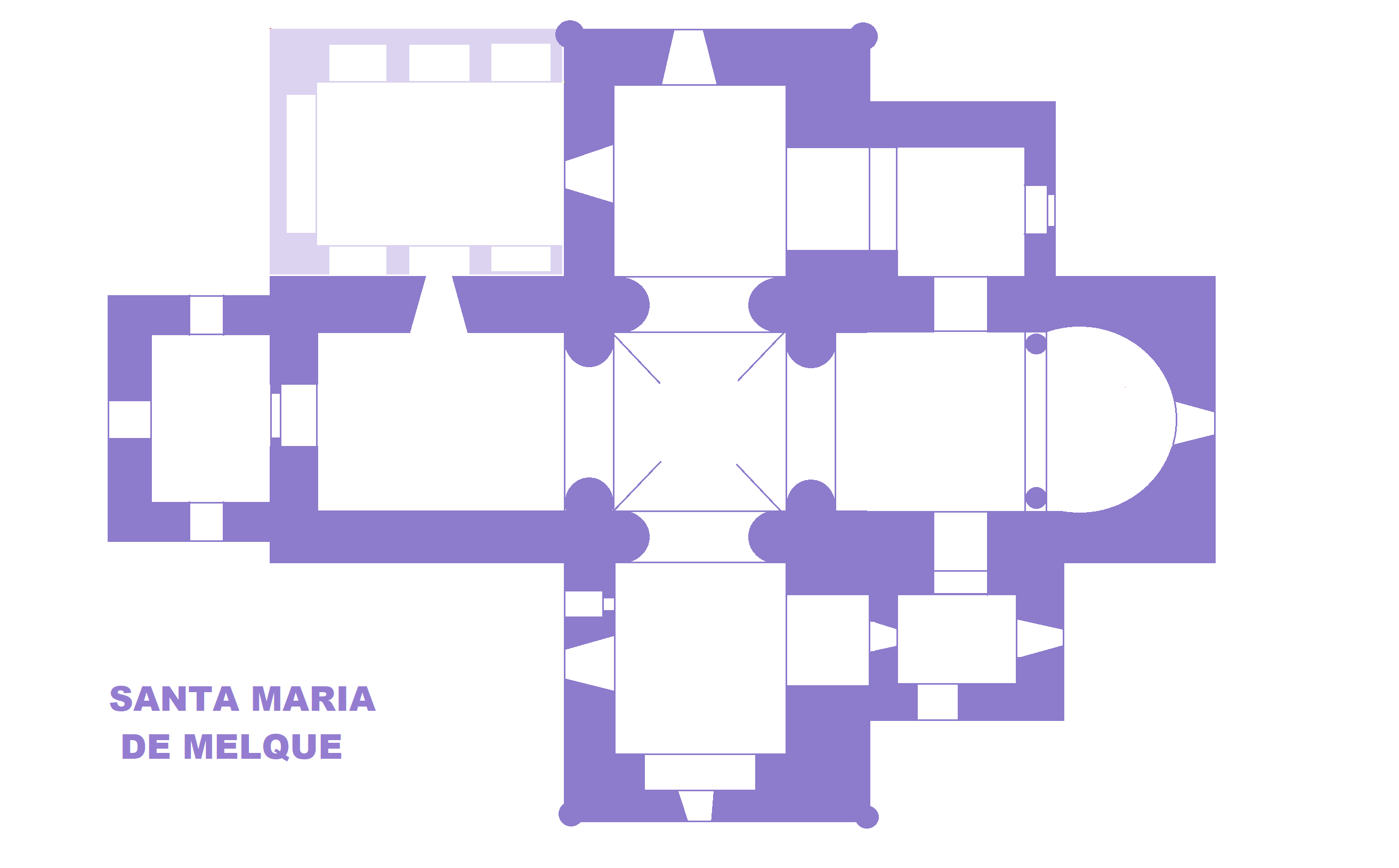
Plan de Santa María de Melque

Le plan de l'église forme une croix aux bras de longueurs égales, celui du nord-est se terminant par une abside en fer à cheval (à l'intérieur), bien que le chevet demeure droit. Deux pièces rectangulaires prennent place de part et d'autre du bras nord-est, chacune bénéficiant d'une sorte de vestibule aménagé dans l'épaisseur du mur. L'entrée est elle-même précédée d'un vestibule carré, et une troisième salle rectangulaire se place entre les bras nord-ouest et sud-ouest de la croix. 
On se trouve donc en présence d'un plan de caractère rectangulaire, et en même temps labyrinthique, où ne se marque pas une direction unique, mais quatre directions fondamentales plus d'autres secondaires, et où aucune surface n'est accentuée aux dépens des autres. Ce plan suscite un ensemble anguleux, que viennent seulement adoucir l'espace, en forme de demi-cercle allongé, du chevet, les colonnes doubles qui atténuent les arêtes centrales, mais en en formant trois autres, et les lignes qui effacent les arêtes extérieures mais en en formant une autre.

## Protection
L'église fait l’objet d’un classement en Espagne au titre de bien d'intérêt culturel depuis le 3 juin 1931.
Le site fait également l’objet d’un classement en Espagne en tant que site historique au titre de bien d'intérêt culturel depuis le 15 juin 1993.